# Outlaw Star
Outlaw Star (яп. 星方武侠アウトロースター сэйхоː букёː аутороː сутаː) — манга Такэхико Ито, публиковавшаяся с 1996 по 1999 год, и аниме-сериал по её мотивам студии Sunrise, выпускавшийся с января по июнь 1998 года. Также по франшизе вышли два ранобэ. В 1999 году вышел спин-офф в виде аниме-сериала Angel Links, действие которого разворачивается в той же вселенной.

## Сюжет
Далёкое будущее. Прошла первая волна колонизации, люди заселили галактику и установили контакты со многими галактическими расами. Человечество разделено на три лагеря: военные, пытающиеся сохранять порядок в метрополиях, пираты, этот порядок нарушающие, и вольные — свободные люди, не подчиняющиеся никаким правилам, кроме собственного кодекса.
В этом мире на небольшой планете Сентинел-III живут и работают разнорабочими Джин Старвинд и Джим Хокинг. Джин мечтает выйти в космос на своём корабле и отомстить пиратам, убившим его отца. Однажды их в качестве телохранителей нанимает загадочная женщина Хильда. Друзья буквально с первых минут догадываются о необычности происходящих событий и заставляют Хильду открыть им истинную причину её появления на их планете. Так открывается шкатулка Пандоры, увлёкшая героев в карусель событий.
Содержание серий
| |                                                                                        |                  |                 |                      |
| 1 | Звезда изгоев «мухо: но хоси» (無法の星)                                               | Такэси Асидзава  | Кацухико Тиба   | 8 января 1998 года   |
| Джина Старвинда и Джима Хокинга в качестве телохранителей нанимает женщина по имени Рейчел, чтобы безопасно добраться до фермы. Вскоре на них нападают пираты клана Кэй, и так выясняется, что Рейчел на самом деле является вольной Хильдой «Горячий лёд», ищущей сокровища. На ферме им удаётся отбиться от пиратов. Хильда приказывает Джину принести её большой контейнер, в котором оказывается голая девушка. |                                                                                        |                  |                 |                      |
| 2 | Звезда желаний «ёкубо: но хоси» (欲望の星)                                             | Наоёси Кусака    | Кацухико Тиба   | 15 января 1998 года  |
| Девушкой в контейнере оказывается Мелфина, которая пробуждается после выключенного состояния. Джин, Джим, Хильда и Мелфина скрываются от пиратов, взмывая в космос на небольшом корабле. Затем они попадают на «Хорус» — космический корабль Хильды, чтобы добраться на пристанища вольных Blue Heaven. Пока корбонит Суанзо обслуживает «Хорус», Джим с Мелфиной идут за покупками, а Джин и Хильда направляются в бар, где ссорятся с Маккоем и его свитой. Из-за этого в спальне гостиницы на них той же ночью нападают. |                                                                                        |                  |                 |                      |
| 3 | В пылающий космос «моэру утю: э» (燃える宇宙へ)                                        | Наоёси Кусака    | Кацухико Тиба   | 22 января 1998 года  |
| Джин и Хильда побеждают Маккоя и потом, сбегая от его приспешников, с остальными улетают в космос. Там они вступают в передрягу с кораблём, возглавляемым ктару-ктару Эйшей Кланклан, которая уничтожает их преследователей в порыве гнева, проиграв команде Хильды. Поскольку Эйша упустила «Хорус», её понизили в звании и оставили на Blue Heaven. Тем временем «Хорус» достигает места встречи, а Хильда обнаруживает, что пираты Кэй убили всех её друзей. Команда уходит от пиратов, установив курс на Фарфаллус. |                                                                                        |                  |                 |                      |
| 4 | Когда тает горячий лёд «ацуки ко:ри но токэру токи» (熱き氷の溶けるとき)               | Такахико Хосиаи  | Кацухико Тиба   | 29 января 1998 года  |
| «Хорус» садится на астероид, который находится вблизи Фарфаллуса и содержит продвинутый корабль XGP15A-II. Хильда запускает бортовой компьютер Гильям-II, регистрирующий четвёрку как членов экипажа, а Мелфина применяет способность подключиться к кораблю. Тем временем прибывают пираты клана Кэй в попытке завладеть XGP15A-II. Оставшиеся на корабле Джин, Джим и Мелфина выбираются из астероида и стараются преодолеть гравитацию Фарфаллуса. Чтобы помочь им избавиться от пиратов, Хильда жертвует собой. После этого Джин даёт кораблю имя «Вольная звезда». |                                                                                        |                  |                 |                      |
| 5 | Засада девушки-зверя «матибусэру кэмоно мусумэ» (待ち伏せる獣娘)                       | Синъити Сёдзи    | Кацухико Тиба   | 5 февраля 1998 года  |
| Команда «Вольной звезды» прибывает обратно на Blue Heaven, где Суанзо соглашается покрасить и оборудовать корабль и присваивает ему регистрационный номер, чтобы отдать бывалый долг Хильде. Ныне бедствующая Эйша находит Джина и требует от него координаты Галактической жилы дракона, которых он не знает. Эйша настойчиво пытается сразиться с командой, после чего они приглашают её на ужин, на первый взгляд из жалости. |                                                                                        |                  |                 |                      |
| 6 | Прекрасная убийца «урувасики ансацуся» (麗しき暗殺者)                                  | Наоёси Кусака    | Кацухико Тиба   | 12 февраля 1998 года |
| Джин и Джим встречаются со старым другом — богатым торговцем оружия Фредом Ло, который стал мишенью для киллера Судзуки. Джин берётся защищать Фреда в обмен на вооружения и в конце концов побеждает Судзуку в поединке. Судзука соглашается оставить Фреда в покое до тех пор, пока жив Джин. |                                                                                        |                  |                 |                      |
| 7 | Крадущееся зло «синобиёру масю» (忍び寄る魔手)                                         | Такэси Асидзава  | Кацухико Тиба   | 19 февраля 1998 года |
| Гильям-II учит Джина проводить посадку «Вольной звезды» при помощи симулятора, но тот всё время разбивается. Джим начинает работать механиком, Мелфина учится готовить, в то время как Джин занимается кораблём. Спустя время на Мелфину нападает пират клана Кэй, однако Судзука успевает вмешаться и убивает его. Между тем Джин сражается с другим пиратом и оказывается отравлен. Команда собирается на «Вольной звезде», а Судзука вызывается помочь им, поскольку ей чужды пираты. |                                                                                        |                  |                 |                      |
| 8 | Вынужденное отправление «удэдзуки но хассин» (腕ずくの発進)                            | Мицуру Хонго     | Кацухико Тиба   | 26 февраля 1998 года |
| Джин теряет сознание после прошедшего сражения с пиратом, который предлагает противоядие в обмен на «Вольную звезду». Придя в себя, Джин отказывается от предложения. Мелфина берёт Джина в свою кабину и вычищает из него яд. После этого пират и его роботы нападают на корабль. Хотя Джину и Судзуке удаётся одолеть их, вскоре команду ожидают несколько боевых кораблей клана Кэй. |                                                                                        |                  |                 |                      |
| 9 | Путешествие с приключениями… а? «бо:кэн но таби… э?» (冒険の旅...え?)                  | Наоёси Кусака    | Тиаки Моросава  | 5 марта 1998 года    |
| Джин и Джим заключают контракт стоимостью 10 000 вонов на убийство человека по имени Зомба. Однако они находят и убивают его копию-киборга, за которого назначена награда 2 000 вонов. Они решают найти настоящего Зомбу и получить большую награду, но потом узнают, что он уже был убит Судзукой. |                                                                                        |                  |                 |                      |
| 10 | Сбор на космическую гонку «утю: рэ:су ни цудо:» (宇宙レースに集う)                     | Наоёси Кусака    | Кацухико Тиба   | 12 марта 1998 года   |
| «Вольная звезда» прибывает на планету Хэйфон. Команда решает участвовать в тринадцатой ежегодной космической гонке вокруг Хэйфона при финансовой поддержке Фреда. Джим рассчитывает таким образом развить свой бизнес, а Джин — узнать больше о корабле «Эль-Дорадо», пилотируемымым Роном Макдугаллом и Гарри Макдугаллом. |                                                                                        |                  |                 |                      |
| 11 | Дрейф в субпространстве «аку:кан хё:рю:» (亜空間漂流)                                  | Мэгуми Ямамото   | Кацухико Тиба   | 19 марта 1998 года   |
| Джин с риском для корабля доходит коротким путём до первой контрольной точки, избежав космическую волну. Другой участнице гонки Эйше приходится покинуть свой корабль. Её доставляют на «Вольную звезду», и она решает остаться с командой, после того как убедилась, что Джин ничего не знает о Галактической жиле дракона. «Вольная звезда» финиширует четвёртой в целом и первой среди кораблей её класса, что означает выполнение сделки с Фредом. |                                                                                        |                  |                 |                      |
| 12 | Смертельная битва с «Эль-Дорадо» «эру дорадо-го: то но сито:» (エルドラド号との死闘)   | Хироси Нисикиори | Кацухико Тиба   | 26 марта 1998 года   |
| После гонки Джин связывается с Гарри, и оба договариваются о поединке между «Вольной звездой» и «Эль-Дорадо» в астероидом поле. Там «Эль-Дорадо» внедряется в «Вольную звезду», а Гарри пытается взломать Гильяма-II и становится заинтересован Мелфиной. |                                                                                        |                  |                 |                      |
| 13 | Солдат с другой планеты «исэй ёри но сэмпэй» (異星よりの尖兵)                          | Наоёси Кусака    | Кацухико Тиба   | 2 апреля 1998 года   |
| Джин и Джим открывают своё дело на Хэйфоне. Члены команды берутся за разную работу в городе. Им приходится иметь дело с кактусом, контролирующим разум, и его прислужником — гигантским насекомым. |                                                                                        |                  |                 |                      |
| 14 | Последний отсчёт «файнару каунтодаун» (ファイナルカウントダウン)                       | Акихико Нисияма  | Мицуясу Сакаи   | 9 апреля 1998 года   |
| «Вольная звезда» оказывает транспортную услугу рекламному кораблю, который внезапно блокирует её и захватывает бортовой компьютер. Ответственен за это террорист по имени Весельчак, который угрожает взорвать бомбу на корабле, если Хэйфону не будет предоставлена независимость. Джин пытается обезвредить бомбу, в то время как Эйша и Судзука стараются поймать Весельчака и спасти других на Хэйфоне. |                                                                                        |                  |                 |                      |
| 15 | Семёрка выходит в свет «ситинъинсю: аравару» (七人衆現わる)                            | Юдзи Ямагути     | Мицуру Хонго    | 16 апреля 1998 года  |
| Хадзанко собирает шестерых участников тёмной семёрки и сообщает, что им предстоит убить Джина. Седьмой, Сими, добирается до конторы Джина и Джима и вызывает первого на дуэль. Затем Джин в баре знакомится с Лэйлоном, и оба по-дружески проводят там время. На следующий день Джин понимает, что Лэйлон и Сими на самом деле один и тот же человек, убив одного из его приспешников. На дуэли Джин неожиданно побеждает, а Сими, предположительно, умирает. |                                                                                        |                  |                 |                      |
| 16 | Дьявол морской планеты «уми но хоси но акума» (海の星の悪魔)                           | Акихико Нисияма  | Такэси Асидзава | —                    |
| Джин, Джим и Мелфина заключают контракт со старым моряком на добычу партии драгонита, которая покоится на погибшем корабле на водной планете Хэйфон VII. На месте команда сталкивается с морским чудовищем, охраняющим корабль и драгонит. После погрузки драгонита на «Вольную звезду» чудовище не даёт ей уйти. Старик жертвует собой, чтобы уничтожить чудовище и дать команде покинуть планету. |                                                                                        |                  |                 |                      |
| 17 | Между жизнью и машиной «сэймэй то кикай но хадзамадэ» (生命と機械の間で)               | Акихико Нисияма  | Кацухико Тиба   | 23 апреля 1998 года  |
| Неизвестный человек связывается с командой и просит Джина встретиться в ресторане, чтобы обсудить Галактическую жилу дракона и её связь с «Вольной звездой» и Мелфиной. Им оказывается Рон Макдугалл. Между ними происходит конфликт, из-за чего уже на улице Джин с остальными сражается с Роном и его собакоподобными боевыми машинами. Тем временем Гарри Макдугалл безуспешно пытается соблазнить Мелфину и украсть «Вольную звезду». |                                                                                        |                  |                 |                      |
| 18 | Сильнейшая женщина во вселенной «утю: сайкё: но онна» (宇宙最強の女)                   | Кадзу Ёкота      | Такэси Асидзава | 30 апреля 1998 года  |
| В обмен на крупный заём денег от Фреда команда «Вольной звезды» участвует во вселенском турнире силачей, чтобы не позволить Рэйко Андо, невесте Фреда, стать победительницей и выйти за него замуж. Джин вынужден переодеться женщиной и участвовать в турнире под прозвищем Дженни, вскоре он с трудом побеждает в матче. Эйша, которой нельзя участвовать из-за её происхождения, использует образ рестлера Фаеркэт. Она побеждает пирата по имени Леди Ирага, которая тоже оказывается ктару-ктару. В конце концов Фред соглашается заплатить команде за участие, и «Вольная звезда» покидает Хэйфон в поисках Галактической жилы дракона. |                                                                                        |                  |                 |                      |
| 19 | Закон и беззаконие «хо: то мухо:» (法と無法)                                           | Акихико Нисияма  | Такэхико Ито    | 7 мая 1998 года      |
| «Вольную звезду» задерживают военные. Джин вступает в конфликт с руководством их базы — саурийцем Дуузом и его коллегой Валерией. Тем временем военные стараются помочь повреждённому гражданскому кораблю, однако он оказывается троянским конём. Команда «Вольной звезды» помогает военным отбиться от пиратов, за что в награду получает драгонит. |                                                                                        |                  |                 |                      |
| 20 | Космический корабль, и кошки, и девочка «нэко то сё:дзё то утю:сэн» (猫と少女と宇宙船) | Мицуру Хонго     | Мицуру Хонго    | 14 мая 1998 года     |
| «Вольная звезда» сражается с загадочным кораблём, но отступает и пристыковывается к станции для ремонта. Там Джим сталкивается с парой котов и следует за ними. Коты приводят его к девочке Хаммё, и Джим устраивает с ней свидания. Однако он ещё не осознает связь между девочкой и кораблём, с которым билась «Вольная звезда». |                                                                                        |                  |                 |                      |
| 21 | Гробница дракона «рю: но бохё:» (龍の墓標)                                             | Акихико Нисияма  | Кацухико Тиба   | 21 мая 1998 года     |
| Команда прибывает на пустынную планету, чтобы в местных развалинах раздобыть данные о Галактической жиле дракона. Спустя время их настигают братья Макдугаллы: Гарри снова пытается соблазнить и похитить Мелфину, но ему мешает Джин. Рон же нападает на других, однако затем случается землетрясение, и всем приходится покинуть планету. На станции профессор Нгуен Кхань при помощи кодовых слов усыпляет Мелфину и сообщает Джину, что ради информации о Галактической жиле дракона придётся попасть в тюрьму. |                                                                                        |                  |                 |                      |
| 22 | Побег из тюрьмы с гравитацией «дзю:рёку дацугоку» (重力脱獄)                           | Наоёси Кусака    | Мицуясу Сакаи   | 28 мая 1998 года     |
| Джин особым образом попадает в тюрьму, где встречается с Сайё Воном, который знает координаты Галактической жилы дракона. Позже им удаётся сбежать оттуда, и Сайё дарит Джину устройство, содержащее координаты. Нгуен Кхань пробуждает Мелфину, после чего Джин прогоняет профессора с корабля. |                                                                                        |                  |                 |                      |
| 23 | Тэнрэй, планета с горячими источниками «онсэн вакусэй тэнрэй» (温泉惑星天鈴)           | Юдзи Ямагути     | Кацухико Тиба   | —                    |
| «Вольная звезда» прибывает на планету с горячими источниками Тэнрэй, где Джин собирается приобрести мощные заряды для пистолета. Пока остальные в команде расслабляются в горячих источниках, Джин встречается со священниками Арком и Хадулом. Они согласны дать ему заряды взамен на плёнку с откровенной видеосъёмкой женщины-священника Урт. В то же время пират Тобигэра безуспешно пытается убить Джина. |                                                                                        |                  |                 |                      |
| 24 | В Галактической жиле дракона «рю:мяку тоцуню:» (龍脈突入)                              | Кадзу Ёкота      | Кацухико Тиба   | 11 июня 1998 года    |
| «Вольная звезда», братья Макдугаллы с Нгуеном Кханем и Хадзанко со своей семёркой борются друг с другом за право войти в Галактическую жилу дракона. Там они видят гигантский чёрно-золотистый цилиндр, в котором все высаживаются и начинают путешествовать пешком. Соперничающие стороны выходят друг на друга. Внезапно Мелфина телепортируется в неизвестном направлении, и голос спрашивает всех, зачем они хотят вернуться и чего они желают. |                                                                                        |                  |                 |                      |
| 25 | Лабиринт отчаяния «дзэцубо: э но мэйкю:» (絶望への迷宮)                                | Акихико Нисияма  | Кацухико Тиба   | 18 июня 1998 года    |
| Судзука, Джин и Эйша в поединках одолевают Хиторигу, Хамуси и Дзюкая соответственно. Гарри находит Мелфину у ворот, но Хадзанко тяжело ранит его и приказывает Мелфине открыть врата. Нгуен Кхань также проходит через врата, в то время как рядом с ними Джин успешно сражается с Роном. Во время битвы Джина посещают воспоминания о детстве, когда его родители были живы. Позже Джин просит Джима отвести Эйшу и Судзуку обратно на корабль. Перед смертью Гарри открывает портал для Джина и Нгуена Кханя. |                                                                                        |                  |                 |                      |
| 26 | Возвращение в небо «сора э каэру» (空へ還る)                                           | Мицуру Хонго     | Кацухико Тиба   | 25 июня 1998 года    |
| Заряд Джина и даосская магия Хадзанко нейтрализуют друг друга, в результате чего оба оказываются в сердце Жилы дракона и встречают Нгуена Кханя и Мелфину. Их желания исполняются: Нгуен Кхань обретает все знания вселенной и сливается с Жилой дракона, Хадзанко получает безграничную силу. Джин и Мелфина желают быть вместе, из-за чего её тело освобождается от Жилы дракона. Оба соединяют свои силы с Эйшей, Джимом, Судзукой и «Вольной звездой» и наносят поражение Хадзанко в спирали Галактической жилы дракона, которая, в свою очередь, затем перемещается на новое место. Эйша и Судзука покидают команду, однако воссоединяются, когда «Вольная звезда» выходит из строя в глубинах космоса. Теперь они направляются в другое место за новыми приключениями. |                                                                                        |                  |                 |                      |

## Персонажи
- Джин Старвинд (яп. ジーン･スターウインド Дзи:н Сута:уиндо)

Сэйю: Сигэру Сибуя
- Джеймс «Джим» Хокинг (яп. ジム･ホーキング Дзиму Хо:кингу)

Сэйю: Рика Мацумото
- Мелфина (яп. メルフィナ Мэруфина)

Сэйю: Аяко Кавасуми
- Эйша Кланклан (яп. エイシャ･クランクラン Эйся Куранкуран)

Сэйю: Юко Миямура
- «Сумеречная» Судзука (яп. 黄昏の鈴鹿 Тасорагэ но Судзука)

Сэйю: Саюри Ямаути

## Издания

### Манга
Манга Outlaw Star создавалась командой Morning Star Studio. Такэхико Ито стал автором идеи, сценаристом и главным художником. Помощь ему оказывали сценаристы студии Sunrise под групповым псевдонимом Хадзимэ Ятатэ. Также в работу вносили вклад продюсер Кэндзо Томита, дизайнер космических кораблей Сёдзи Кавамори, иллюстраторы Ютака Минова и Хадзимэ Дзингудзи, а также команда художников-постановщиков и ассистентов художника. Действие Outlaw Star разворачивается в той же вселенной, что и Uchuu Eiyuu Monogatari (яп. 宇宙英雄物語 утю: эйю: моногатари, «История о космическом герое») — научно-фантастической палп-манги Ито, впервые опубликованной издательством Kadokawa Shoten в 1988 году. Ито расценивает свою раннюю работу как «что-то из мальчишеского сна» и при создании Outlaw Star прибег к гораздо более зрелому и научному подходу. По словам автора, он также вдохновлялся китайской культурой, работая над мангой.
Манга публиковалась в журнале Ultra Jump издательства Shueisha с 1996 по 1999 год. Всего были написаны 21 глава, 17 из них распределились по трём танкобонам, которые издавались в Японии с августа 1997 года по январь 1999 года. Каждый том содержит информацию о вселенной серии, в том числе подробные описания планет и космических кораблей, профили персонажей. На китайском языке манга издавалась в Гонконге компанией Sharp Point Press. На немецком и итальянском языках её выпускала компания Planet Manga.
Список томов
| № | Дата публикации  | ISBN               |
| - | ---------------- | ------------------ |
| 1 | август 1997 года | ISBN 4-08-875555-3 |
| 2 | май 1998 года    | ISBN 4-08-875644-4 |
| 3 | январь 1999 года | ISBN 4-08-875754-8 |

### Аниме
Аниме-сериал по мотивам манги выпускался студией Sunrise. Режиссёром выступил Мицуру Хонго, ранее работавший над Crayon Shin-chan и Shamanic Princess. Сценарий к большей части серий написал Кацухико Тиба. За дизайн персонажей отвечали Хироюки Хатайкэ и Такуя Сайто. Внешний вид космических кораблей и техники разработан Дзюнией Исигаки и Сёдзи Кавамори, известным как художник по мехам для Gundam и Macross и создавшим дизайн корабля «Вольная звезда». Композитором стал Ко Отани. Начальной темой является песня «Through the Night», которую написал и исполнил Масахико Аримати. Финальными темами послужили песни «Hiru no Tsuki» (яп. 昼の月 хиру но цуки, «Дневная луна») and «Tsuki no Ie» (яп. 月の家 цуки но иэ, «Дом луны»), написанные и исполненные Акино Араи. Кроме «Through the Night», рассматривались и другие песни для вступительной заставки. Ито пришёл к соглашению с Sunrise, что начальная тема не должна была использоваться в недавних аниме и что она должна быть исполнена мужчиной. Аримати рассчитывал, что полученная песня будет звучать как некая история, принял во внимание её длительное использование и почувствовал, что она отлично подходит Outlaw Star.
26-серийное аниме по мотивам манги транслировалось в Японии с 8 января по 25 июня 1998 года. В Австралии и Новой Зеландии аниме издавалось компанией Madman Entertainment, в Великобритании — Beez Entertainment, затем Anime Limited. В Северной Америке сериал выпускался компанией Funimation.

### Музыкальное сопровождение
Открывающая и две закрывающие композиции были выпущены в 1998 году в качестве CD-синглов компаниями Victor Entertainment и JVC соответственно. Victor Entertainment издала в двух частях саундтрек к сериалу 31 марта и 24 июня 1998 года. Всего компакт-диски содержат 61 фоновую и вокальную композицию. Другой двойной альбом, Seihou Bukyou Outlaw Star Sound & Scenario Tracks (яп. 星方武侠アウトロースター サウンド&シナリオトラック), выпущенный 21 августа 1998 года, содержит несколько драма-треков.

### Ранобэ
Ранобэ по мотивам серии публиковалось в Японии издательством Shueisha под лейблом Super Dash Bunko. Первое ранобэ под названием Outlaw Star Ginga no Ryuu Miyaku Hen, написанное Кацухико Тибой и иллюстрированное Такуей Сайто, вышло в двух томах в октябре 1998 и в феврале 1999 года. Оно представляет собой адаптацию аниме и повествует о событиях, которые побудили Джина и компанию отправиться на поиски Галактической жилы дракона. Другое ранобэ, Unkai no El Dorado Seihou Bukyou Outlaw Star, авторства Михо Сакаи с иллюстрациями Такуи Сайто было выпущено одним томом 14 июля 2000 года. Оно имеет свою сюжетную линию, в которой команда «Вольной звезды» преследует серийного убийцу Билли Макаглен в шахтёрском городе Эль-Дорадо.

### Связанная продукция
В ноябре 1998 года Fujimi Shobo выпустило путеводитель по вселенной Outlaw Star в твёрдом переплёте под названием Muhoumono no Kioku — Seihou Bukyou Outlaw Star (яп. 無法者の記録―星方武侠アウトロースター). В книге содержатся пересказы манги и аниме, профили персонажей, эскизы и интервью с создателями. В 2001 году Bandai выпустила экшен-фигурки «Вольной звезды», Джина и Мелфины как часть серии фигурок персонажей аниме, лицензированных компанией. Асако Нисида, одна из режиссёров анимации сериала, включила свои наработки в свой арт-бук 2009 года.

## Критика и восприятие
Франшиза Outlaw Star получила благосклонные отзывы критиков. Обозреватели сайта EX.org Эрик Люс, Ивевей Упаткун и Майкл Пуарье дали положительные оценки оригинальной манге, оригинальному аниме и английской версии аниме соответственно. Люс похвалил «грубую», но всё же «хорошую и чёткую» стилистику манги, а также подробные фоны и расположение персонажей относительно друг друга. Однако рецензент выразил раздражённость тем, что у всех женщин «тревожная тенденция иметь одни и те же силиконовые одеревеневшие груди», а на лицах персонажей типично нездоровые ухмылки. Упаткун счёл визуальную составляющую аниме приятной и отдельно отметил вступительную заставку, но недостатком назвал временами изменчивый дизайн персонажей. Также он оценил деление сериала на серьёзную и юмористическую части, примером чему служат боевой режим «Вольной звезды» и то, как она общается с её командой. По мнению Пуарье, главный герой аниме Джин обладает наилучшим набором качеств: «Джин Старвинд — хитрый и меткий герой, чей успех с его пистолетом (и дамами) противопоставляется лишь его склонностью к космической болезни. Представьте себе: звезде космического сериала приходится постоянно беспокоиться о том, чтобы его не вырвало на панель управления. Такие примеры иронической комедии встречаются на всём протяжении Outlaw Star, создавая отличные переходы между фантастическими боевыми сценами и очаровательными персонажами». Пуарье оказался заинтригован и другими персонажами и подчеркнул «резкий, но плавный» стиль анимации и дизайн космических кораблей. Дэвид Оуэнс из Mania.com одобрительно высказался о художественном стиле персонажей, которых он назвал привлекательными. Рецензент THEM Anime Reviews Джейкоб Чурош также отметил высокое качество анимации во всех отношениях. Обозреватель журнала Protoculture Addicts Мартин Уэллетт, несмотря на высказывание о великолепном дизайне техники, отметил, что анимация и дизайн персонажей оказались «менее удачными» и что им не хватает «особой ауры» другого аниме-сериала студии Sunrise 1998 года — успешного Cowboy Bebop. Джонатан Клементс и Хелен Маккарти, авторы The Anime Encyclopedia, также согласились с тем, что Outlaw Star «в плане стиля, содержания или исполнения не может соперничать с Cowboy Bebop».
Сюжетная линия Outlaw Star удостоилась смешанных отзывов. По мнению Чуроша, хотя в сериале присутствует множество клише научно-фантастических аниме 1990-х годов, ему удаётся их пересилить. Упаткун заметил, что сюжет «с треском взлетает в начале» и затем начинает затягиваться. Кит Доу из Animerica также обратил внимание на то, как идёт развитие сюжета, указав, что, хотя первые серии хорошо подходят для начала повествования, для его продвижения сценаристы чересчур инертны. Кроме того, он отметил, что сериал страдает от «несфокусированного сценарного подхода» и что «изредка приходится терпеть плохую серию, чтобы получить воздаяние от умного, прагматичного и развлекающего сериала». По мнению Оуэнса, сюжет не кажется очень оригинальным, но он явно имеет направление, хотя оно не очень понятно.
Коммерческий успех Outlaw Star оказался весьма скромным, реакция аудитории была неоднородной. Начальный тираж первого тома манги был распродан по всей Японии. По данным английского сайта Morning Star Studio, продажи манги составили 250 000 копий, между тем аниме-сериал добился меньшего успеха: в Японии он транслировался поздней ночью, поскольку ожидалось, что он не наберёт более 1-2 % зрителей, как в случае с сериалами, которые транслируются в прайм-тайм. В 1999 году в ходе Гран-при журнала Animage Outlaw Star было признано 20-м лучшим аниме года. Опрос, проводившийся летом 2001 года, показал, что две трети из более чем 150 000 проголосовавших высказались за возвращение аниме-сериала на телеканал Toonami. В августе 2002 года Cartoon Network объявил, что версии Outlaw Star для Adult Swim был присвоен рейтинг Нильсена 0,9, что на 125 % больше для того же временного интервала. Outlaw Star Complete Collection стал 21-м самым продаваемым DVD с аниме в США в 2006 году и 25-м — в 2007 году. В 2012 году североамериканское подразделение Bandai включило Outlaw Star в список пяти самых успешных примеров приобретения прав на аниме. Джош Пул из IGN поставил Outlaw Star на 6-е место в списке десяти лучших заставок и саундтреков аниме всех времён, отметив резкую полярность между открывающей и закрывающей композициями.

## Дальнейшее развитие
В 1999 году Sunrise выпустила спин-офф-сериал Angel Links (яп. 星方天使エンジェルリンクス сэйхо: тэнси эндзеру ринкусу), действие которого происходит в той же вселенной, что и Outlaw Star. Также Morning Star Studio готовила продолжение сериала в виде одной OVA-серии под названием Outlaw Star 2: Sword of Wind и размещала дизайн персонажей и основу сюжета на своём сайте. Действие OVA происходит три года спустя после событий сериала и состоит из приключений Джина Старвинда на новом космическом корабле «Воздушный меч». По причине недостаточной популярности франшизы в Японии и занятости режиссёра Мицуру Хонго сроки создания так и не были обозначены. В октябре 2001 года Такэхико Ито сообщал, что у его команды есть только предварительные планы для сериала-продолжения и что, возможно, они могут продолжить серию манги в будущем.